# Benedictinessen van het Heilige Sacrament
De Benedictinessen van het Heilig Sacrament, ook wel Benedictinessen van Altijddurende Aanbidding van het Allerheiligste Sacrament zijn een verband van Benedictijnse contemplatieve kloostergemeenschappen voor vrouwen. Deze gemeenschap van Benedictinessen werd gesticht op 25 maart 1653 in Parijs door Catherine de Bar (1614-1698). De kloosterlijke spiritualiteit van deze benedictinessen put vooral uit de eucharistie en devotie tot Maria. De benedictinessen kennen niet het ambt van abdis, omdat Maria geacht wordt deze taken te vervullen. Het hoofd van de kloostergemeenschap op aarde is een priorin, een  vestiging heet priorij. Deze zusters zorgen ervoor dat er dag en nacht gebeden wordt voor de mensheid.
De Benedictinessen vestigden zich in 1875 in Nederland als gevolg van de vervolging tijdens de Kulturkampf in Duitsland. De toenmalige vestigingen bevonden zich in Driebergen, Tegelen en Oldenzaal. De gemeenschap in Oldenzaal is inmiddels opgeheven. Na de antiklerikale maatregelen in Frankrijk (onder het bewind van Emile Combes) aan het begin van de 20e eeuw weken opnieuw Benedictinessen uit naar Nederland, deze keer uit Rouen naar Breda, van waaruit vestigingen in Valkenburg, Heesch, Sluiskil en Tororo (Oeganda) geïnitieerd werden. In 2019 telt de congregatie zes kloostergemeenschappen in Nederland, namelijk die te Arnhem (voorheen Driebergen), Nuland (voorheen Heesch), Teteringen (voorheen Breda), Someren (voorheen Sluiskil), Valkenburg en Tegelen.
In Europa zijn er in 2020 32 kloostergemeenschappen, verspreid over zes landen: België, Nederland, Duitsland, Polen, Frankrijk en Italië. Deze kloosters zijn landelijk verenigd in federaties, die samen weer één grote confederatie vormen.
Buiten Europa:
Uganda: Tororo (stichting in Kisumu in Kenia is nog niet autonoom); Arua (proces van opname in Instituut is gaande).
- Website van de Benedictinessen van het Heilige Sacrament
- Communio Internationalis Benedictinarum
- Benedictinessen - Congregatie Van De Altijddurende Aanbidding Van Het H. Sacrament in de ODIS